# Murad Gajdarov
Murad Gajdarov (rusky Мурад Гайдаров) nebo (bělorusky Мурад Гайдараў (Murad Hajdarau)), (* 13. února 1980 v Chasavjurtu, Dagestán, Sovětský svaz) je ruský zápasník volnostylař dagestáské (avarské) národnosti, olympijský medailista z roku 2008. Na přelomu tisíciletí reprezentoval krátce Ázerbájdžán. Od roku 2001 reprezentuje Bělorusko.

## Sportovní kariéra
Volnému stylu se věnoval od 9 let v rodném Chasavjurtu pod vedením Magomeda Gusejnova. Ještě jako junior přijal v olympijském roce 2000 možnost kvalifikovat se na olympijské hry v Sydney pod vlajkou Ázerbájdžánu. Po nezdaru se vrátil do Chasavjurtu a od roku 2001 se nechal zlákat do Běloruska trenérem Valentinem Murzenkovem. V roce 2004 se kvalifikoval na olympijské hry v Athénách a po postupu ze základní skupiny se utkal ve čtvrtfinále s Buvajsarem Sajtijevem. V zápase prohrával o dva body, ale v závěru dokázal vyrovnat. V následném prodloužení se opakovala situace z finále mistrovství světa v New Yorku v roce 2003, ve které hrál hlavní roli rozhodčí. Jak ukázal pozdější záznam rozhodčí dal chybně vítězný bod Sajtijevi. Vědom si této již druhé křivdy odmítl přijmout porážku a v zákulisí rozhodčí i Sajtijeva slovně napadl. Z následné potyčky mezi nimi, trenéry a fanoušky ho jury z turnaje diskvalifikovala. V roce 2008 se kvalifikoval na olympijské hry v Pekingu. V semifinále prohrál se Soslanem Tydžyjevem z Uzbekistánu, v následném souboji o třetí místo porazil Rumuna Gheorghițu Ștefana a získal bronzovou olympijskou medaili. V roce 2012 se na olympijské hry v Londýně nekvalifikoval. Od roku 2013 zápasí ve střední váze.

## Výsledky
| Turnaj             | 2001           | 2002           | 2003           | 2004           | 2005           | 2006           | 2007           | 2008           | 2009           | 2010           | 2011           | 2012           | 2013    | 2014    |
| Turnaj             | 21             | 22             | 23             | 24             | 25             | 26             | 27             | 28             | 29             | 30             | 31             | 32             | 33      | 34      |
| Turnaj             | velterová váha | velterová váha | velterová váha | velterová váha | velterová váha | velterová váha | velterová váha | velterová váha | velterová váha | velterová váha | velterová váha | velterová váha | střední | střední |
| ------------------ | -------------- | -------------- | -------------- | -------------- | -------------- | -------------- | -------------- | -------------- | -------------- | -------------- | -------------- | -------------- | ------- | ------- |
| Olympijské hry     |                |                |                | DQ             |                |                |                | 3.             |                |                |                | —              |         |         |
| Mistrovství světa  | 16.            | 16.            | 2.             |                | —              | 5.             | 12.            |                | 5.             | —              | 8.             |                | 5.      | —       |
| Mistrovství Evropy | —              | 2.             | 3.             | 2.             | 5.             | 5.             | —              | 2.             | 3.             | —              | —              | —              | —       | 2.      |